# Dakota Dickerson
Pas d'image ? Cliquez ici
Dakota Dickerson, né le 2 décembre 1996 à San Diego, est un pilote automobile américain,. Il a remporté le championnat des États-Unis de Formule 4 en 2018 et le championnat des Amériques de Formule Régionale en 2019.

## Carrière

### U.S. F2000 (2016-2019)
Il fait ses début en monoplace lors de la saison 2016 de l'US F2000 National Championship chez Afterburner Autosport. Il obtien comme meilleur résultat une quatrième place lors de la deuxième course du Grand Prix automobile de Toronto. Avant d'encahiner avec une cinquième position lors de la première course sur le circuit Mid-Ohio Sports Car Course. Il réitère sa performance lors de la deuxième course. Avec un total de 176 points, il termine neuvième du championnat et termine deuxième des débutants.
La saison suivante, il ne participe qu'à la première moitié du championnat pour se concentrer sur le Championnat des États-Unis de Formule 4. Pour cette saison, il passe chez Newman Wachs Racing. Son meilleur résultat est une quatrième position lors de la manche à Indianapolis. Il termine totu de même le championnat à la quatorzième position avec 86 points.
Pour la saison 2018, il débute la saison pour la quatrième manche à Road America, avec ArmsUp Motorsports. Il décroche son premier podium avec une deuxième position du Grand prix de Toronto, après s'être élancé de la pole position. Il termine la saison treizième, avec un total de 120 points.
Il ne participe qu'à une manche de la saison 2019 avec Legacy Autosport. Il est contraint d'abandonner au cinquième tour de la première course. Il se ratrappe cependant le lendemain avec une septième position derrière son coéquipier  Alexandre Baron. Avec une leule manche en championnat, il termine 25e avec 15 points.

### Championnat des États-Unis de Formule 4 (2017-2018)
Il fait ses débuts en formule 4 en 2017, au sein de Kiwi Motorsport LTD. Il ne participe pas au deux première manches du championnat du à sa participation en U.S. F2000, mais arrive dès la troisième manche sur le Canadian Tire Motorsport Park avec la pole position, qu'il converira en quatrième position lors de la course. Avec 152 points 1 pole position et 5 podiums, il termine troisième au classement général.
Pour la saison 2018, il court chez DC Autosport avec Cape Motorsports au coté de Eduardo Barrichello. Il décroche sa première victoire de la saison à Mid Ohio, devant Christian Rasmussen. Avec une double victoire sur le circuit du New Jersey, il décroche le titre.

### IMSA Prototype Challenge ( 2019-2022)
Il fait ses débuts pour la saison 2019 chez MLT Motorsports. Il poursuit leur collaboration pour la saison 2020 et décroche une victoire à domicile. Avec 174 points, il termine le championnat à la deuxième position. En 2021, il décroche sa première victoire de la saison sur le circuit de Watkins Glen International. Il remporte le championnat au coté de son compatriote Josh Sarchet devant Moritz Kranz.

## Résultats en carrière

### Sommaire des résultats

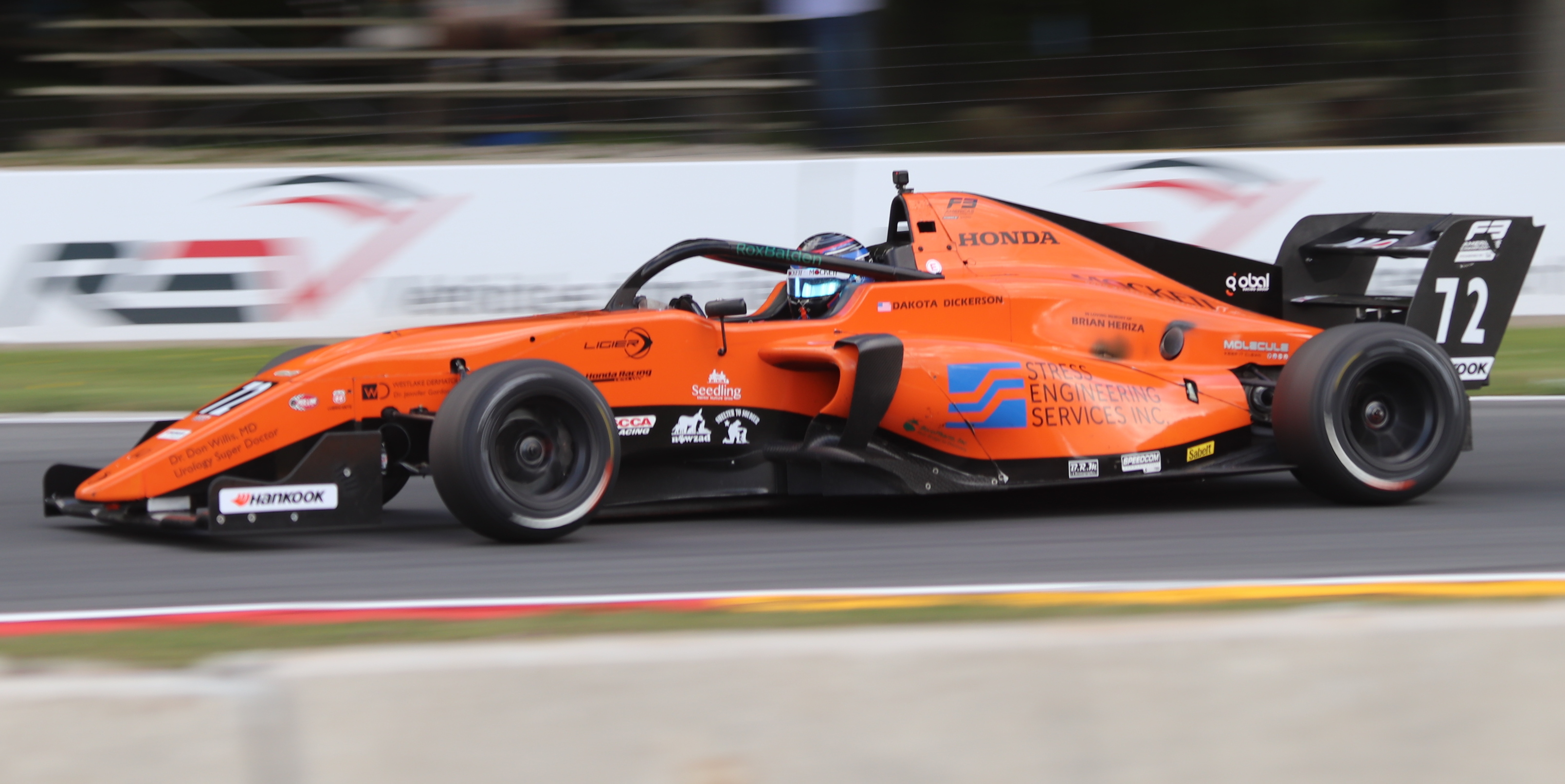
Dickerson en 2019 en Championnat des Amériques de Formule Régionale

| Saison | Championnat                                    | Ecurie                           | Course | Vic. | Poles | M/Tour | Podiums | Points | Position |
| ------ | ---------------------------------------------- | -------------------------------- | ------ | ---- | ----- | ------ | ------- | ------ | -------- |
| 2016   | U.S. F2000 National Championship               | Afterburner Autosport            | 16     | 0    | 0     | 0      | 0       | 176    | 9e       |
| 2017   | U.S. F2000 National Championship               | Newman Wachs Racing              | 6      | 0    | 0     | 0      | 0       | 86     | 14e      |
| 2017   | Championnat des États-Unis de Formule 4        | Kiwi Motorsport LTD              | 11     | 0    | 1     | 1      | 5       | 152    | 3e       |
| 2018   | Championnat des États-Unis de Formule 4        | DC Autosport w/ Cape Motorsports | 17     | 4    | 2     | 3      | 11      | 269    | 1e       |
| 2018   | U.S. F2000 National Championship               | ArmsUp Motorsports               | 9      | 0    | 1     | 0      | 1       | 120    | 13e      |
| 2019   | Championnat des Amériques de Formule Régionale | Global Racing Group              | 16     | 5    | 2     | 7      | 11      | 269    | 1e       |
| 2019   | U.S. F2000 National Championship               | Legacy Autosport                 | 2      | 0    | 0     | 0      | 0       | 12     | 25e      |
| 2019   | IMSA Prototype Challenge                       | ANSA Motorsports                 | 1      | 0    | 0     | 0      | 0       | 89     | 16e      |
| 2019   | IMSA Prototype Challenge                       | MLT Motorsports                  | 3      | 1    | 0     | 0      | 1       | 89     | 16e      |
| 2020   | IMSA Prototype Challenge                       | MLT Motorsports                  | 6      | 1    | 0     | 0      | 2       | 174    | 2e       |
| 2020   | Michelin Pilot Challenge - TCR                 | LA Honda World Racing            | 1      | 0    | 0     | 0      | 0       | 19     | NC       |
| 2021   | IMSA Prototype Challenge - LMP3-1              | MLT Motorsports                  | 6      | 1    | 0     | 0      | 5       | 1850   | 1e       |
| 2021   | GT World Challenge America - Pro Am            | Racers Edge Motorsport           | 7      | 2    | 1     | 0      | 6       | 138    | 4e       |
| 2022   | IMSA Prototype Challenge                       | MLT Motorsports                  | 1      | 0    | 0     | 0      | 0       | 480    | 21e      |
| 2022   | IMSA Prototype Challenge                       | JDC MotorSports                  | 1      | 0    | 0     | 0      | 0       | 480    | 21e      |
| 2022   | IMSA SportsCar Championship - LMP3             | Jr III Motorsports               | 1      | 0    | 0     | 0      | 1       | 1195   | 10e      |
| 2022   | IMSA SportsCar Championship - LMP3             | MLT Motorsports                  | 3      | 0    | 0     | 0      | 0       | 1195   | 10e      |
| 2023   | IMSA SportsCar Championship - LMP3             | Andretti Autosport               | 1      | 0    | 0     | 0      | 0       | 1213   | 8e       |
| 2023   | IMSA SportsCar Championship - LMP3             | Jr III Motorsports               | 3      | 1    | 0     | 2      | 2       | 1213   | 8e       |
| 2023   | IMSA SportsCar Championship - LMP3             | MLT Motorsports                  | 1      | 0    | 0     | 0      | 0       | 1213   | 8e       |
| 2023   | GT4 European Series - Pro-Am                   | W&S Motorsport                   | 4      | 0    | 0     | 0      | 0       | 8      | 23e      |